# Vážská cyklomagistrála
Vážská cyklomagistrála je jedna z nejdelších cyklostezek na Slovensku . Má přiřazenou červenou barvu a číslo 002 a její celková plánovaná délka je kolem 250 kilometrů. Vede podél Váhu po hrázích a přilehlých komunikacích z Komárna do Žiliny. Značená je v úseku Piešťany - Žilina, značení je však staré a poškozené. Až do obce Nemšová vede střídavě po obou březích Váhu, od Nemšové do Žiliny už jen po pravém břehu. Je napojena na český systém cykloturistických tras. Po trase se nachází množství hradů a zámků a jiných atrakcí, například přírodně koupaliště Zelená voda při Novém Mestě nad Váhom .
V roce 2013 byla vyznačena část z Komárna do Kolárova v délce 23 km. 